# Regionalverkehr Küste
Die Regionalverkehr Küste GmbH war ein Regionalverkehrsunternehmen in Mecklenburg-Vorpommern. Das Unternehmen wurde am 8. Dezember 1992 gegründet und nahm am 1. Januar 1993 den Betrieb auf. Es bestand bis 2013. Geschäftsführerinnen waren Angelika Münchow, gefolgt von Simone Stephan.
Zur RvK gehörten vier Busverkehrsunternehmen:
- Küstenbus GmbH
- Hameister Personenverkehr GmbH (privat)
- Omnibus- und Transportbetrieb Manfred Schubert (privat)
- Joost’s Linienverkehre GmbH (privat)

Die RvK war Mitglied des Verkehrsverbunds Warnow (VVW).
Im August 2013 fusionierte die RvK mit der Küstenbus GmbH, der Hameister Personenverkehr GmbH und der Omnibusverkehrsgesellschaft Güstrow GmbH zur neuen rebus Regionalbus Rostock GmbH, die jetzt den Regionalbusverkehr im Landkreis Rostock betreibt.

## Aufgaben
Eine Hauptaufgabe war der Schülerverkehr im Landkreis Bad Doberan. Dieses Angebot nutzten täglich etwa 7000 Schüler. Eine weitere Aufgabe war die Anbindung der Dörfer an die Städte wie Rostock oder Bad Doberan. Des Weiteren gab es Verbindungen in den benachbarten Landkreis Güstrow. So kam die RvK auf fast 5,5 Millionen Fahrgäste im Jahr. Aufgabenträger waren der Landkreis Bad Doberan und die Hansestadt Rostock.

## Linien
Es gab 37 Buslinien im Liniennummernbereich von 100 bis 199. So kam es zu keinen Verwechslungen mit den städtischen Linien der Rostocker Straßenbahn AG (RSAG) (1 bis 59) und den Linien der Omnibusverkehrsgesellschaft Güstrow GmbH (OVG) (200 bis 299), die gemeinsam im Verkehrsverbund Warnow verkehren.
Die Linien 23/123 und 33/128 wurden in Kooperation mit der RSAG betrieben.